# Caroline Lauska
Caroline Friederike Henriette Lauska (geborene Ermeler; * 5. April 1787 in Berlin; † 9. November 1871 ebenda) war eine deutsche Malerin in Berlin und Düsseldorf.

## Leben
Caroline Lauska war eine Tochter des Textilfabrikanten Christian Ermeler (1735–1793) und dessen vierter Ehefrau Louise Charlotte Friederike Wilhelmine Ermeler, geborene Stade (1764–1822). Der Halbbruder Wilhelm Ermeler wurde Tabakfabrikant und Kunstmäzen (Ermelerhaus).
Caroline heiratete 1809 den bekannten Pianisten Franz Lauska, der unter anderem Lehrer von Giacomo Meyerbeer war. Sie wurde Mitglied der Berliner Singakademie und hatte Kontakt zu bekannten Musikern wie den Komponisten Carl Maria von Weber und Carl Friedrich Zelter.
Caroline Lauska nahm Zeichenunterricht bei Carl Kretschmar und war 1812 bei der Ausstellung der Berliner Akademie der Künste beteiligt. 1821 reiste sie mit ihrem Ehemann nach Italien (Mailand, Rom).
Caroline Lauska war seit etwa 1822 Schülerin von Wilhelm von Schadow und folgte diesem 1826 nach dem Tod des Ehemannes als Malerin nach Düsseldorf (Düsseldorfer Malerschule). Sie war 1826, 1832, 1834, 1839 und 1841 mit Werken an Berliner Akademie-Ausstellungen beteiligt, 1841 auch in Dresden.
1830 reiste sie ein weiteres Mal nach Italien. Ab etwa 1832 lebte sie wieder in Berlin, reiste 1835 mit dem Schriftsteller Karl Immermann und Elisa von Ahlefeldt nach Holland und 1841/1842 ein letztes Mal nach Italien.

## Werke (Auswahl)
Caroline Lauskau schuf Gemälde und zahlreiche Zeichnungen, darunter viele Porträts von Personen ihrer persönlichen Umgebung.
- Der gefesselte Amor, 1823, Ölgemälde, Museum Wiesbaden[2]
- Mädchen von Procida, Ölgemälde, um 1825, Kopie nach Gemälde von Louis Léopold Robert (von 1822), 1826 auf Akademie-Ausstellung Berlin (Nr. 223)[3]
- Bildnis, nach der Natur, 1826 auf Akademie-Ausstellung Berlin (Nr. 224)
- Ein betender Engel, 1826 auf Akademie-Ausstellung Berlin (Nr. 225)
- Drei Frauen am Grabe des Herrn (Three women at Christ’s tomb), Ölgemälde, 1829 in Italien begonnen, 1832 auf Akademie-Ausstellung Berlin, danach in den Besitz des Königs von Preußen[4]
- Amor und die drei Grazien (Cupid and the three Graces), Ölgemälde, 1844

## Werke über und für Caroline Lauska
Bildnisse
- Wilhelm Hensel: Porträt Caroline Lauska, um 1815 (?), Zeichnung[5]
- Julie von Egloffstein: Porträt Frau Lauska, 1830, Bleistiftzeichnung, auf Rückseite der Zeichnung Landschaft bei Sorrent[6]

Komposition
- Franz Lauska: Capriccio et Polacca, Opus 36, Seiner geliebten Gattin gewidmet